# Witsnorpalmroller
De witsnorpalmroller (Paguma larvata) is een Aziatisch roofdier uit de familie civetkatachtigen (Viverridae). Het dier heeft verschillende alternatieve namen, waaronder gemaskerde larvenroller, gemaskerde palmroller, witsnorpalmmarter en moesong. De witsnorpalmroller is de enige soort uit het geslacht Paguma.

## Uiterlijk
De witsnorpalmroller heeft een lichaamslengte van 40 tot 75 cm en een staartlengte van 40 tot 55 cm. Het gewicht varieert van 3.5 tot 6.0 kg. De kortharige vacht varieert in kleur van roodbruin tot donkergrijs, de lichtgrijze buik uitgezonderd. De oren, het gezicht en de poten zijn zwart van kleur. Midden over de kop, onder de ogen en op de wangen is de vacht geelwit gekleurd. De combinatie van de zwarte en de geelwitte delen van het gezicht geven de vorm van een masker. Ook de snorharen hebben een witte kleur, waaraan de soort zijn naam dankt. De witsnorpalmroller heeft verder vier anale klieren, die een muskusachtige vloeistof produceren. Deze vloeistof kan de witsnorpalmroller over een behoorlijke afstand naar eventuele belagers spuiten om ze zo af te schrikken.

## Leefwijze
De witsnorpalmroller is een solitair levende boombewoner, die goed kan klimmen. Over het algemeen is dit roofdier 's nachts actief en slaapt het overdag in een boomhol. De witsnorpalmroller voedt zich voornamelijk met vruchten, maar ook insecten en kleine gewervelde dieren als knaagdieren en kleine vogels worden gegeten. De witsnorpalmroller kan een leeftijd van 15 jaar bereiken.

## Leefgebied
De witsnorpalmroller is een bewoner van bosgebieden, waaronder regenwoud, plantage en parklandschap. Dit roofdier leeft in een groot deel van zuidelijk Azië. Het verspreidingsgebied van de witsnorpalmroller is het grootste van alle civetkatachtigen en omvat Afghanistan, Pakistan, India, de Andamaneilanden, de Nicobaren, Bangladesh, Bhutan, Nepal, de Volksrepubliek China, Taiwan, Myanmar, Cambodja, Laos, Vietnam, Thailand, Singapore, Maleisië inclusief Sabah en Sarawak, en de Indonesische eilanden Kalimantan en Sumatera. Aan het begin van de twintigste eeuw is de witsnorpalmroller ook ingevoerd in Japan.